# Sayon Camara

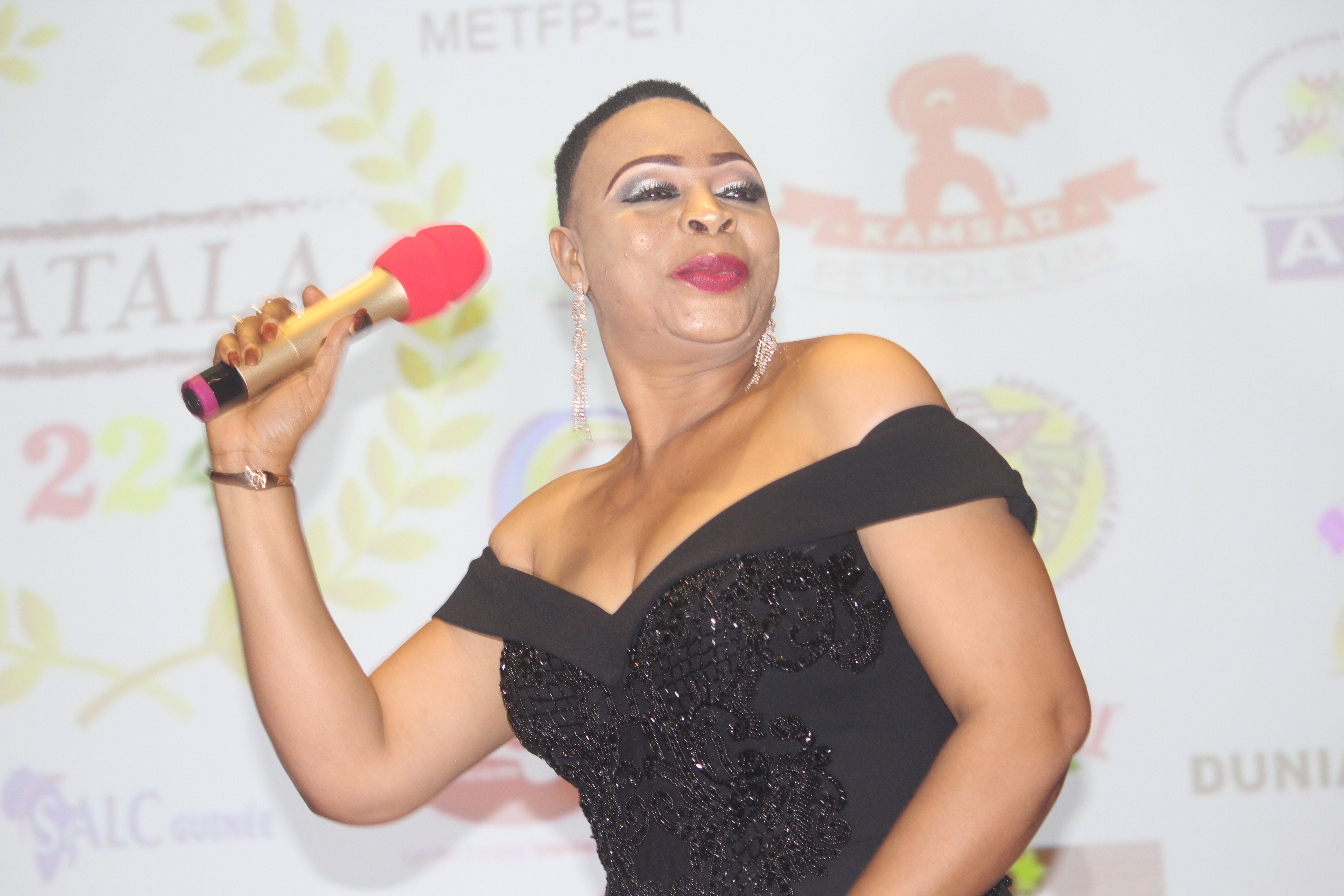
Sayon Camara (2019)

Sayon Camara (* im 20. Jahrhundert in Faranah) ist eine guineische Sängerin. Sie trägt den Spitznamen „Taramakhè“ (der Agitator der Stadt).

## Leben
Camara stammt aus einer Familie mit der Tradition der Griots. Inspiriert von der kongolesischen Musik, insbesondere von Soukous, ist Camara auch und vor allem ein Erbe des guineischen Liedgutes. Camaras Debütalbum Dinguiraye wurde 1998 in Abidjan aufgenommen, das Lied Dinguiraye erzählt von der Geschichte dieser mythischen Stadt und die Geschichte von Alhaji ʿUmar Tall. Ihr zweites Album Saramaya erschien 2002.
Camara ist mit dem Gitarristen Mamadou Lakras Cissoko aus Dinguiraye verheiratet, der sie auch musikalisch begleitet.

## Auszeichnungen und Ehrungen
Sayon Camara ist die erste Afrikanerin, die im Jahr 2002 zur UNESCO-Friedenskünstlerin (UNESCO Artist for Peace) ernannt wurde, da sie dazu beigetragen hatte, die Öffentlichkeit auf Aktivitäten in den verschiedenen Zuständigkeitsbereichen der UNESCO aufmerksam zu machen. Der Generaldirektor der Organisation der Vereinten Nationen für Erziehung, Wissenschaft und Kultur (UNESCO) Kōichirō Matsuura hatte die Ernennung ausgesprochen.

## Diskografie
Alben (Auswahl)
1998: Dinguiraye
2002: Saramaya
2007: Djarabiko
2012: La reconnaissance, vol. 1 (feat. Taramakhè)
2012: La reconnaissance, vol. 2 (feat. Taramakhè)
2012: Nyenema
2017: Dounignè Ramakhè